# Earth Song
Earth Song je treći singl s albuma Michaela Jacksona „HIStory: Past, Present and Future, Book I“. To je balada koja objedinjuje elemente bluesa, gospela i opere. Jedna je od mnogih pjevačevih inspirativnih pjesama, ali je prva koja govori o zaštiti životinja i životne sredine. Jackson je napisao i skladao pjesmu, a producirao je zajedno s Davidom Fosterom i Billom Bottrellom.
Ocjene su generalno bile pozitivne. Singl je promoviran spotom snimljenim na četiri kontinenta. Radnja spota prikazuje destrukciju i ponovno rađanje Zemlje. Pjesma je bila top pet hit u skoro svim europskim zemljama. U Ujedinjenom Kraljevstvu je najprodavaniji Jacksonov singl. U Sjedinjenim Američkim Državama nije izdata kao singl.

## Spot
Spot pjesme "Earth Song" bio je skup i dobro primljen. Primio je nagradu Le Film Fantastique za najbolji spot 1996. i nominiran je za Grammy za najbolji spot kratke forme 1997. Radnja spota se zasniva na propadanju Zemlje i njenom ponovnom rađanju. U prvom dijelu spota mogu se vidjeti mnogi kadrovi zločina počinjenih nad životinjama, uništavanja šuma, zagađivanja sredine i rata. Zatim se Jackson ujedinjuje sa svim ljudima svijeta prizivajući silu koja bi izliječila svijet. Koristeći specijalne efekte, vrijeme se u drugom dijelu kreće unazad. Tada se i život vraća, rat se završava, a šume ponovo rastu. Spot se završava s molbom kojom se svi pozivaju da doniraju Jacksonovoj fondaciji "Heal the World Foundation". Spot se rijetko prikazivao u Sjedinjenim Državama.
Spot je snimljen na četiri različita kontinenta. Prva lokacija je bila Amazonija. Starosjedioci regije su se pojavili na spotu i nisu bili glumci. Druga je bilo ratno područje u Karlovcu u Hrvatskoj. Treća lokacija je bila Tanzanija koja prikazuje scene ilegalnog lova. Nijedna životinja nije bila povrijeđena u toku snimanja ovog spota jer su kadrovi preuzeti iz dokumentiranih arhiva. Međutim, jedan lovac je ubio slona nedaleko od ekipe koja je snimala. Posljednja lokacija je New York gdje se nalazi Jackson.

## Pozicije na listama
| Ljestvice              | Najviša pozicija |
| ---------------------- | ---------------- |
| Australija             | 15               |
| Austrija               | 2                |
| Belgija, Flandrija     | 4                |
| Belgija, Valonija      | 2                |
| Nizozemska             | 3                |
| Europska unija         | 55               |
| Finska                 | 8                |
| Francuska              | 2                |
| Italija                | 15               |
| Novi Zeland            | 4                |
| Norveška               | 4                |
| Španjolska             | 1                |
| Švedska                | 4                |
| Švicarska              | 1                |
| Ujedinjeno Kraljevstvo | 1                |
| SAD                    | 32               |